# 菅谷豊
菅谷 豊（すがや ゆたか、1979年7月28日 -）は、日本のソングライター、編曲家、ベーシスト、ギタリスト、音楽プロデューサー。沖縄県出身。

## 経歴
20歳でプロのベーシストとして、20代前半で作曲、編曲家としてのキャリアをスタート。FUNKY MONKEY BΛBY'S、遊助、水樹奈々、LeChat(るしゃ)、RSP、田丸篤志、内田雄馬などJ-POPアーティスト、CM音楽、ゲームミュージック、BGMなどの楽曲制作に携わる。FUNKY MONKEY BΛBY'Sと共作のアルバムはオリコンランキング1位を獲得、遊助楽曲「ひと」で第61回NHK紅白歌合戦に出場。2015年10月よりシンガーソングライター・声優・俳優の吉田茉央と音楽ユニットSTROBE NOTEを結成。2017年3月にTokyo Hushプロジェクトを立ち上げる。

## 音楽性
DAWはCubaseを使用。ギター、ベース、鍵盤楽器、パーカッションなどを演奏するマルチプレイヤー。ロック、ポップス、エレクトロニカ、民族音楽などを取り入れた多様な音楽を制作。マニピュレーション、ミキシング、マスタリングも担う。

## 人物
幼少期から10代を埼玉県妻沼町（現熊谷市）で過ごす。愛猫家。高校生時代に数々のバンド、ローディーを経験し、同時に作曲や自宅録音なども始める。学校法人ESPミュージカルアカデミー音楽アーティスト科 ベースコース OB。20歳よりプロとしてのキャリアをスタート。
元子供ばんどの勝誠二、石動拳三によるユニットKATZ&KENZO、中島卓偉のサポートベーシストとしてMVに出演。20代前半で有限会社ツインパワーに作曲家として所属。

## 主な作曲作品
- FUNKY MONKEY BΛBY'S
  - 「Lovin'Life」
  - 「あなたへ」
  - 「もう君がいない」
  - 「旅立ち」
  - 「風」
  - 「大丈夫だよ」
  - 「泣いて笑って夢をみてた」
  - 「超　I LOVE YOU」
- 遊助
  - 「ESCAPE 遊turing 成田誠」
  - 「ひと」
- RSP
  - 「Deperture」
- 岩波理恵
  - 「メッセージ」
- あどりぶ
  - 「光をかざして」（作詞・編曲含む）
- 内田さんと浅倉さん
  - 「Take Me Again」（作詞・編曲含む）
- BELOVED MEMORIES
  - 「夢はいつでも」（作詞・編曲含む）
  - 「Rain」（作詞・編曲のみ）
- レオハウスCM楽曲
  - 「抱き合って、夢を見て」（作詞・編曲含む）
- 髙橋真梨子
  - 「もう君がいない」
- LeChat(るしゃ) 「Incubation」
  - ベトナム・ハノイ開催「日本春まつり2017」公式テーマソング（編曲含む）
- HOOPE
  - ［every day］
- 洲崎西（洲崎綾、西明日香）
  - 「Give me music」（編曲含む）
- 2.5次元ダンスライブ「ALIVESTAGE」通称イブステ
  - Episode3『Hello 神さま 僕はここにいる!』Ver.GREEN　劇中歌 「to the future」（作詞・編曲含む）
- 2.5次元ダンスライブ「S.Q.S（スケアステージ）」通称「スケステ」
  - Episode 5「篁 志季消失事件」主題歌「希望の鐘」（作詞・編曲含む）
- スマホ リズムゲーム「ブラックスター -Theater Starless-」通称「ブラスタ」
  - TeamC「続きは明日の夜に」（編曲含む）
- TRD[1](近藤孝行,小野大輔によるテクノロジック・ボーカルユニット)
  - Clock Hands(吸血鬼すぐ死ぬ主題歌「Strangers」C/W曲)
- HAJI-KERO[2](丸井ブン太(CV.高橋直純)、向日岳人(CV.保志総一朗)、千石清純(CV.鳥海浩輔)、忍足謙也(CV.福山潤)
  - 「Pa Pa Pa Wonder!」(新テニスの王子様 Rising Beat[3]』4周年記念楽曲第3弾 2022年4月6日CDリリース)[4]

など

## 主な編曲作品
- 水樹奈々
  - 「アオイイロ」
- ヤッキー中村
  - 「焼肉ぶる～す」
  - 「焼肉音頭」
- REIRA starring YUNA ITO
  - 「ENDLESS STORY」BASS
- 上村昌也
  - 「あの空の赤と青」
  - 「心度ローム」
- エクリップス(戸松遥、中島愛、早見沙織)
  - 「ナミダイロ」
- チーム娘にゃんドル
  - 「ポップコーン・スターマイン」
  - 「Party Night」
- espoir
  - 「真夏の恋」
  - 「愛すべき町」
  - 「毎日笑えるその日まで」
  - 「ColorFul」
  - 「KOBE」
  - 「春のうた」

など

## 主なMV出演
- KINYA
  - 「BLAZE」
  - 「aerial」
- 中島美嘉
  - MICA 3 CHU「I DON'T KNOW」MVにベーステクニカルアドバイザーとして関わる。

など

## 映画
- BECK - 演奏協力